# 음력 8월 29일
음력 8월 29일은 음력 8월의 29번째 날이다.

## 사건
- 1881년 - 친흥선대원군파 인사 및 일부 남인강경파가 고종을 폐위하려던 계획이 이풍래, 이윤용 등의 고변으로 사전에 적발되어, 안기영, 권정호 외 30여 명이 체포되었고, 이들이 추대하려 했던 흥선대원군의 서자 이재선도 투옥되었다.

## 문화
- 1996년 - 서울 지하철 7호선 장암역 ~ 건대입구역 개통.
- 2009년 - 서울특별시 강북구 옛 드림랜드 자리에 북서울 꿈의숲 개장.

## 탄생
- 1887년 - 대한민국의 도서관 설립 운동가, 해방 후의 초대 경성부 부부윤 이범승.
- 1912년 - 대한민국의 마라토너 손기정.
- 1959년 - 대한민국의 야구인 조범현.
- 1973년
  - 대한민국의 배우 박현정.
  - 대한민국의 전 농구 선수 조혜진.
- 1994년 - 대한민국의 래퍼 정일훈 (비투비).

## 같이 보기
- 음력 360일: 1월 2월 3월 4월 5월 6월 7월 8월 9월 10월 11월 12월
- 전날:8월 28일 다음날:8월 30일 - 전달:7월 29일 다음달:9월 29일
- 양력:8월 29일
- 음력, 윤달